# Чемпіонат Буковини з хокею 1932
Сезон 1932 року в Чемпіонаті Буковини мав декілька нових рис: по-перше, пройшов за участі вже семи колективів, а по-друге, приніс лаври першості новій команді — чернівецькому «Драгош Воде». Підсумки сезону були підбиті без урахування двох матчів: «Полонії» з новачком першості «Яском», та аутсайдерів цьогорічного розіграшу «Довбуша» і «Борохова» (другого новачка чемпіонату).

## Підсумкова класифікація
| Місце | Команда                | І | В | Н | П | Ш     | О  |
| ----- | ---------------------- | - | - | - | - | ----- | -- |
| 1     | «Драгош Воде» Чернівці | 6 | 5 | 1 | 0 | 22-4  | 11 |
| 2     | ТВ «Ян» Чернівці       | 6 | 4 | 0 | 2 | 25-7  | 8  |
| 3     | «Полонія» Чернівці     | 5 | 4 | 0 | 1 | 14-2  | 8  |
| 4     | «Маккабі» Чернівці     | 6 | 3 | 1 | 2 | 19-5  | 7  |
| 5     | «Яск» Чернівці         | 5 | 1 | 1 | 3 | 10-16 | 3  |
| 6     | «Довбуш» Чернівці      | 5 | 0 | 1 | 4 | 3-23  | 1  |
| 7     | «Борохов» Чернівці     | 5 | 0 | 0 | 5 | 2-38  | 0  |

## Міжнародні змагання
В розіграші румунської першості чемпіон Буковини «Драгош Воде», незважаючи на те, що програв міжрегіональний кваліфікаційний матч СК «Меркуря Чук», через відмову останньої був допущений до фінальної гри з бухарестським ТК «Роман», якому поступився з рахунком 0:2, зайнявши, таким чином, ІІ місце в румунській класифікації.

## Товариські матчі
В міжнародній товариській зустрічі (що відбулася 25 грудня 1931 року) чернівецький «Маккабі» поступився віденському «ВАК» з рахунком 0:1. З 30 січня по 1 лютого 1932 року у буковинців гостювала львівська «Україна»: «Довбуш» поступився львівянам з рахунком 0:7, «Маккабі» — 0:2, а от «Драгош Воде» реваншувався, перемігши гостей 1:0.

## Склади команд
«Драгош Воде» Чернівці: ...; Альфред Айзенбайзер-Ферару (?, ?), ...